# Serrat del Pla del Tro

El Serrat del Pla del Tro, respecte del terme d'Abella de la Conca

El Serrat del Pla del Tro és un serrat del terme d'Abella de la Conca, a la comarca del Pallars Jussà, situat a la vall de Carreu.
Està situada al nord-oest de l'antiga caseria de carreu, al nord-est de Casa Hortó i al sud-oest de la Casa de Pla del Tro, prop del límit nord-occidental del terme municipal. Es dreça a l'esquerra del barranc de la Malallau. És el límit sud-occidental del Pla del Tro.

## Etimologia
Es tracta d'un topònim romànic modern, de caràcter descriptiu: és el serrat situat com a límit del Pla del Tro, del qual pren el nom.